# ریک کلیولند
ریک کلیولند (انگلیسی: Rick Cleveland؛ زاده) یک فیلم‌نامه‌نویس اهل ایالات متحده آمریکا است.